# SCORE (映画)
『SCORE』（スコア）は、1996年1月に松竹系劇場で公開された、ガンアクション映画である。

## 概要
組織の命令で宝石店を襲撃した強盗4人組が郊外の廃墟に逃げ込んだ。それを知ったヒッチハイク強盗のカップルが現れて強奪した宝石の横取を図り、組織の殺し屋も交えて壮絶な死闘が展開される。筋書きはクェンティン・タランティーノ監督の映画「レザボア・ドッグス」に似ているが、派手なガンアクションで彩られたものとなっている。
主演の小沢仁志ら出演陣は当時の全国的知名度は低く、監督の室賀厚はオリジナルビデオでの実績こそあったものの、劇場映画の監督は本作が初めてであった。そのようなメンバーが製作費3000万で凄いガンアクション映画を作った、ということで話題を呼び、高い評価を得た。
続編に『SCORE2 THE BIG FIGHT』があるが、キャラクターなどのつながりはない。

## 超激安製作体制
きっかけは、ジャパンホームビデオの社員監督だった室賀厚が、500万円の低予算でオリジナルビデオ『ザ・ワイルドビート 裏切りの鎮魂歌』を完成させ、主演の小沢仁志が作品に対するコメントをもらおうと同作を奥山和由の下に持ち込んだことだった。奥山は室賀のアクション映画のセンスを評価し、本編を1本撮らせることにした。
室賀は映画を確実にヒットさせるため、宣伝に多額の費用をかけ、製作費を極限まで絞り込むことにした。具体的には
- それまで培った人脈の活用
- 室賀の母校である明治大学映画研究会の有志を現場スタッフに参加させ、ぼろ雑巾のごとくコキ使う。
- ドラマをフィリピン・ロケで行い、主要スタッフ・俳優以外はフィリピンの現地スタッフにして人件費を圧縮する。
- オールアフレコ

そして、超激安映画のために、約2億円をかけた怒涛の宣伝活動が展開された。
- 雑誌･TV番組での紹介。
- 全国公開2か月前くらいから『キネマ旬報』においてパブリシティ記事連載。
- 試写会において、出演者が毎回のごとく舞台挨拶を行う。
- 宣伝バスに乗って全国行脚。

こうした頑張りの結果、各方面で話題になり、第50回毎日映画コンクールのスポニチグランプリ新人賞、第17回ヨコハマ映画祭の新人監督賞および審査員特別賞（『score』軍団こと出演俳優陣） を受賞した。

## キャスト
- チャンス：小沢仁志
- TJ：小沢和義
- 殺し屋：宮坂ひろし
- テキーラ：江原修
- 北京ダック：山下真広
- 沙羅：高野みゆき
- ライト：水上竜士
- 大佐：宇梶剛士

## スタッフ
- 製作：奥山和由
- 監督：室賀厚
- プロデュース：中川好久、小沢仁志
- ラインプロデューサー：Agnes valencia
- 企画協力：柏原寛司
- 脚本：室賀厚、大川俊道
- 撮影：古賀毅
- 助監督：武正晴
- 編集：室賀厚、鵜飼邦彦
- 音楽：トルステン・ラッシュ
- 音楽プロデュース：小野寺重之、高石真美
- 技斗：小沢仁志
- スタントスーパーバイザー：二家本辰巳
- 音響効果：柴崎憲治
- 整音：中田裕章
- リーレコ：木村勝巳
- 制作担当：大西洋志
- 制作デスク：大山幸英
- スチル：奥川彰、柏原久美子
- 宣伝：植竹敏孝
- タイミング：小椋俊一
- オプチカル：金子鉄男
- ネガ編集：鵜飼邦彦、三陽編集室
- タイトル：島田プロダクション
- タイトルデザイン：津田輝王
- 録音スタジオ：映広、サウンドボックス
- 現像：IMAGICA、PIA（フィリピン）
- 協力：MGC、報映産業、日本映機、稲川素子事務所、エディオフィス
- 製作協力：Giraffe entertainment pictures
- 製作：松竹第一興行・バンダイビジュアル
- 配給：松竹